# Nickel Ashmeade
Nickel Ashmeade (ur. 7 kwietnia 1990) – jamajski lekkoatleta specjalizujący się w sprintach.

## Kariera sportowa
Pierwsze sukcesy sportowe zaczął odnosić w 2006 roku. W kolejnym sezonie zdobył trzy medale na mistrzostwach świata juniorów młodszych, a w 2008 roku wywalczył dwa krązki światowego czempionatu juniorów. W 2013 i 2015 zdobył złoto mistrzostw świata w sztafecie 4 x 100 metrów. Złoty i brązowy medalista igrzysk Wspólnoty Narodów (2014). Wielokrotny medalista mistrzostw Ameryki Środkowej i Karaibów oraz CARIFTA Games w różnych kategoriach wiekowych. Zdobywał złoto IAAF World Relays. Medalista mistrzostw Jamajki.
Zwycięzca łącznej punktacji Diamentowej Ligi 2012 w biegu na 200 metrów.

## Osiągnięcia
| Rok  | Impreza                                  | Miejsce        | Konkurencja        | Lokata     | Wynik   |
| ---- | ---------------------------------------- | -------------- | ------------------ | ---------- | ------- |
| 2007 | Mistrzostwa świata juniorów młodszych    | Ostrawa        | bieg na 100 m      | 2. miejsce | 10,54   |
| 2007 | Mistrzostwa świata juniorów młodszych    | Ostrawa        | bieg na 200 m      | 3. miejsce | 20,76   |
| 2007 | Mistrzostwa świata juniorów młodszych    | Ostrawa        | sztafeta szwedzka  | 3. miejsce | 1:52,18 |
| 2008 | Mistrzostwa świata juniorów              | Bydgoszcz      | bieg na 200 m      | 2. miejsce | 20,84   |
| 2008 | Mistrzostwa świata juniorów              | Bydgoszcz      | sztafeta 4 x 100 m | 2. miejsce | 39,25   |
| 2008 | Mistrzostwa świata juniorów              | Bydgoszcz      | sztafeta 4 x 400 m | 4. miejsce | 3:08,58 |
| 2009 | Mistrzostwa Ameryki Środkowej i Karaibów | Hawana         | bieg na 200 m      | 1. miejsce | 20,54   |
| 2009 | Mistrzostwa panamerykańskie juniorów     | Port-of-Spain  | bieg na 200 m      | 1. miejsce | 20,40   |
| 2009 | Mistrzostwa panamerykańskie juniorów     | Port-of-Spain  | sztafeta 4 x 100 m | 3. miejsce | 40,06   |
| 2013 | Mistrzostwa świata                       | Moskwa         | bieg na 100 m      | 5. miejsce | 9,98    |
| 2013 | Mistrzostwa świata                       | Moskwa         | bieg na 200 m      | 4. miejsce | 20,05   |
| 2013 | Mistrzostwa świata                       | Moskwa         | sztafeta 4 x 100 m | 1. miejsce | 37,36   |
| 2014 | IAAF World Relays                        | Nassau         | sztafeta 4 x 100 m | 1. miejsce | 37,77   |
| 2014 | IAAF World Relays                        | Nassau         | sztafeta 4 x 200 m | 1. miejsce | 1:18,63 |
| 2014 | Igrzyska Wspólnoty Narodów               | Glasgow        | bieg na 100 m      | 3. miejsce | 10,12   |
| 2014 | Igrzyska Wspólnoty Narodów               | Glasgow        | sztafeta 4 x 100 m | 1. miejsce | 37,58   |
| 2015 | IAAF World Relays                        | Nassau         | sztafeta 4 x 100 m | 2. miejsce | 37,68   |
| 2015 | IAAF World Relays                        | Nassau         | sztafeta 4 x 200 m | 1. miejsce | 1:20,97 |
| 2015 | Mistrzostwa świata                       | Pekin          | bieg na 100 m      | półfinał   | 10,06   |
| 2015 | Mistrzostwa świata                       | Pekin          | bieg na 200 m      | 8. miejsce | 20,33   |
| 2015 | Mistrzostwa świata                       | Pekin          | sztafeta 4 x 100 m | 1. miejsce | 37,36   |
| 2016 | Igrzyska olimpijskie                     | Rio de Janeiro | bieg na 100 m      | półfinał   | 10,05   |
| 2016 | Igrzyska olimpijskie                     | Rio de Janeiro | bieg na 200 m      | półfinał   | 20,31   |
| 2016 | Igrzyska olimpijskie                     | Rio de Janeiro | sztafeta 4 x 100 m | 1. miejsce | 37,27   |
| 2017 | IAAF World Relays                        | Nassau         | sztafeta 4 × 200 m | 3. miejsce | 1:21,09 |

## Rekordy życiowe
- bieg na 60 metrów (hala) – 6,62 (2014)
- bieg na 100 metrów – 9,90 (2013)
- bieg na 200 metrów – 19,85 (2012)

24 maja 2014 wszedł w skład jamajskiej sztafety 4 × 200 metrów, która czasem 1:18,63 ustanowiła aktualny rekord świata.